# Бой в Пшихарвском ущелье
Бой в Пшихарвском ущелье — эпизод гражданской войны в Таджикистане, в ходе которого 7 апреля 1995 года 5-я стрелковая рота из состава 7-го Отдельного сводного стрелкового батальона Вооружённых сил Республики Казахстан, была обстреляна на таджико-афганской границе в Горном Бадахшане и понесла большие потери.

## Исторические предпосылки
После распада СССР в декабре 1991 года, в Таджикистане обострилась внутренняя политическая обстановка из-за противоречий центральной власти с набирающей рост исламско-демократической оппозицией. 5 мая 1992 года в Таджикистане вспыхнула гражданская война между сторонниками центральной власти и представителями Объединённой таджикской оппозиции. 
Согласно первоначальному плану о разделе Вооружённых сил СССР, предполагалось передать под управление таджикским властям соединения и части бывшей Советской Армии, дислоцированные на территории республики. В первую очередь это касалось объектов и военной техники 201-й мотострелковой дивизии. Против передачи военной техники таджикским властям выступило руководство Узбекистана в лице президента Ислама Каримова, который беспокоился о том что оружие попадёт в руки исламистов. Каримов поставил перед властями Российской Федерации вопрос о дальнейшей судьбе 201-й мотострелковой дивизии. В результате этого давления российское военное руководство вынуждено было 28 сентября 1992 года перебросить в Таджикистан подразделения от 3-й и 16-й отдельных бригад специального назначения с целью недопущения захвата вооружения отрядами исламистов и усиления сокращённого личного состава 201-й мотострелковой дивизии, которая была взята под российскую юрисдикцию. Узбекистан ввёл в Таджикистан подразделения 108-й мотострелковой дивизии и 15-й отдельной бригады специального назначения, которые начали боевые действия на стороне центральных властей и приступил к формированию вооружённых отрядов Народного Фронта Таджикистана.
В итоге Народный фронт Таджикистана, который пришёл на замену прежним центральным властям Таджикистана, и должен был противостоять в вооружённой борьбе исламско-демократической оппозиции, получил военную поддержку от Узбекистана и России на основной населённой части республики (Ленинабадская, Курган-Тюбинская, Кулябская области и районы республиканского подчинения), находящейся в западной части страны. В малонаселённой, но крупной восточной части страны — Горно-Бадахшанской автономной области (ГБАО), которая занимала 45% от всей площади государства, но на территории которой проживало всего 3% населения, сложилась непростая обстановка. Этот регион, из-за сложного горного рельефа, не мог позволить разместить большое количество войск, но требовал надёжной охраны границы с сопредельным Афганистаном, власть в котором к тому моменту захватили талибы. Требовалось усиление пограничных формирований бывших Пограничных войск КГБ СССР на таджико-афганской границе, которые после распада СССР перешли под российскую юрисдикцию. С 16 ноября по 2 декабря в Худжанде прошла 16-я «примирительная» сессия Верховного Совета Таджикистана, на которой была принята отставка Рахмона Набиева, председателем Верховного Совета был избран выходец из Куляба Эмомали Рахмонов, Верховный Совет обратился к Казахстану, Кыргызстану, Узбекистану и России с призывом ввести в Таджикистан миротворческие силы.
Власти Казахстана не дожидаясь итогов обращений, заблаговременно отправили ещё в сентябре 1992 года, один десантно-штурмовой батальон из состава 35-й отдельной гвардейской десантно-штурмовой бригады на усиление 48-го Пянджского и 117-го Московского пограничных отрядов, дислоцированных в пределах Хатлонской области (на момент отправки — соответственно Курган-Тюбинской и Кулябской областей). Батальон состоял из 300 бойцов срочной службы, и был отправлен без офицерского состава. В зависимости от обстановки, десантники распределялись на усиление пограничных застав в количестве 20-30 бойцов. В итоге этот батальон пробыл почти полгода и вернулся в Казахстан в конце февраля 1993 года.
В итоге обращения Верховного Совета Таджикистана, и по Соглашению СНГ от 9 октября 1992 года — власти Казахстана, Кыргызстана и Узбекистана предоставили по одному сводному стрелковому батальону для усиления российских пограничников на таджико-афганской границе в Горно-Бадахшанской автономной области.
Весной 1993 на основании Постановления Кабинета Министров Республики Казахстан № 335, от 30 апреля 1993 года был сформирован Отдельный сводный стрелковый батальон.
В июне 1993 года отдельный сводный стрелковый батальон (сокращённо — ОССБ) в составе 5-ти стрелковых рот (2 роты от Пограничных Войск Республики Казахстан, 2 роты от Министерства Обороны Республики Казахстан и одна рота от Внутренних Войск МВД Республики Казахстан) прибыл в 66-й Хорогский пограничный отряд, дислоцированный в городе Хорог — административный центр Горно-Бадахшанской автономной области. В дальнейшем организационно-штатная структура Отдельного сводного стрелкового батальона Республики Казахстан приобрела следующий вид: 1-я и 2-я роты (по внутренней нумерации) от пограничных войск (по одному взводу от каждого пограничного отряда), 3-я и 4-я роты от Сухопутных войск ВС РК (по одной роте от 68-й мотострелковой дивизии и от 210-го гвардейского окружного учебного центра) и 5-я рота от внутренних войск МВД. Каждая рота состояла из трёх взводов. Управление и штаб батальона, как правило, комплектовались офицерами пограничных войск. Кроме 5 рот, в состав батальона входили 2 группы (взвода): материального обеспечения и медицинского обеспечения. Боевая задача казахстанских военных в Таджикистане заключалась в усилении застав 66-го Хорогского пограничного отряда, и входящей в её состав Калаи-Хумбской пограничной комендатуры, расположенной в н.п. Калаи-Хумб. 7 ноября 1994 года данная комендатура с 6 пограничными заставами была выведена из состава 66-го пограничного отряда, и преобразована в 136-й Калаи-Хумбский пограничный отряд.
Личный состав ОССБ подвергался ротации (замене) каждые 3 месяца. При каждой последующей ротации, номер батальона менялся согласно порядку ротации. В январе 1995 года было принято решение о формировании 7-го по счёту сводного батальона, который и получил название 7-й ОССБ (в/ч 2547). Личный состав батальона насчитывал 496 бойцов. В конце марта 1995 года, 7-й ОССБ прибыл на усиление 136-го Калаи-Хумбского пограничного отряда. Командиром батальона был назначен майор Юрий Лобачёв, до этого заместитель начальника 50-го Зайсанского пограничного отряда, а начальником штаба батальона —  майор Серик Усенов, до того — начальник огневой подготовки штаба 130-го Уч-Аральского пограничного отряда. Командиром 5-й роты от Внутренних войск — был назначен капитан Ерлан Алданазаров.
Личный состав 5-й роты Внутренних войск МВД РК, в количестве 96 человек, был набран из бойцов 64-го полка оперативного назначения (в/ч 5485), дислоцированного в городе Шымкент. В некоторых источниках 5-я рота ошибочно называется 7-й ротой (по порядковому номеру ротации самого батальона).
По прибытии в ГБАО 5-й роте выделили зону ответственности на участке 3-й пограничной заставы «Поткуноб», на западном фланге 136-го Калаи-Хумбского пограничного отряда, возле одноимённого села Поткуноб Дарвазского района. Но ввиду напряжённой ситуации на другом участке пограничного отряда, где с противоположной стороны границы стали замечать скопления банд моджахедов, встал вопрос о переброске 5-й роты на восточный фланг зоны ответственности 136-го пограничного отряда. Как выяснилось в последствие, афганские моджахеды ожидали подобных действий с российской стороны.

## Ход событий

### Выдвижение
В декабре 1994 года в окрестностях Калаи-Хумба, российскими пограничниками под руководством заместителя начальника 136-го пограничного отряда подполковника Анатолия Михеева, при задержании был убит главарь отряда афганских моджахедов Гаюр, терроризировавший местное население. Его родной брат Джунайдулло возглавил отряд убитого Гаюра, который контролировал район Маймай, афганской провинции Бадахшан. Джунайдулло решил отомстить российским пограничникам за смерть брата.
4 апреля руководство Группы Пограничных войск РФ в Республике Таджикистан приняло решение о передислокации 5-й роты, занимавшейся усилением заставы «Поткуноб» 136-го Калаи-Хумбского пограничного отряда, возле одноимённого села Поткуноб Дарвазского района. 5-я рота должна была передислоцироваться к месту где Пшихарвское ущелье (в некоторых источниках приводится ошибочное название — Пшихаврское) выходит к пограничной реке Пяндж, разделявшей Таджикистан от Афганистана. Место новой дислокации находилось в 36 километрах восточнее по Памирскому тракту вдоль границы от Калаи-Хумба, и в 44 километрах от места прежней дислокации в Поткунобе. Ущелье берёт название от небольшого горного села Пшихарв Ванчского района. В этом месте река Пяндж течёт с юга на север. Далее рота должна была повзводно рассредоточится вдоль границы от начала Пшихарвского ущелья, и на юго-восток до села Даштак включительно. До этого времени, на данном участке российские пограничники не имели войскового усиления. Начальник 136-го Калаи-Хумбского отряда подполковник Александр Савилов довёл до командира 7-го ОССБ майора Лобачёва обстановку и замысел предстоящей передислокации. Был составлен походный отряд (колонна) из личного состава 5-й роты и грузовых автомобилей с водителями, предоставленных российскими пограничниками. Старшим колонны был назначен заместитель начальника 136-го пограничного отряда по технике и вооружению подполковник Геннадий Тихонов.
7 апреля в 10 часов начальником отряда был отдан боевой приказ на передислокацию. Огневую поддержку при передислокации 5-й роты возложили на разведывательно-боевую группу (РБГ) от мотоманевренной группы (ММГ) 136-го пограничного отряда. В её состав вошли: 3 бронетранспортёра БТР-80, 1 зенитная установка ЗУ-23-2, взвод 82-мм миномётов и 2 расчёта гранатомётов (СПГ-9 и АГС-17). Командовал РБГ начальник ММГ майор Валентин Торощин. РБГ заранее вышла к Пшихарвскому ущелью, осуществив инженерную разведку всего маршрута и расположив для прикрытия района огневые средства. Доехав до моста через реку вытекавшую в Пяндж из Пшихарвского ущелья, майор Торощин оставил часть РБГ на охрану моста, и далее последовал на двух бронетранспортёрах и командно-штабной машине на встречу к 5-й роте. Предусмотренное планом передислокации воздушное прикрытие стало невозможным из-за нелётной погоды.
Когда до точки назначения осталось около 20 километров, колонна 5-й роты вышла к окраине кишлака Курговад, где встретилась с колонной РБГ майора Торощина. Подполковник Тихонов отдал ему приказ на движение в обратную сторону к Пшихарвскому ущелью. При этом взвод 82-мм миномётов был оставлен в колонне роты для огневого прикрытия на маршруте. Через 10 минут после выхода РБГ, колонна 5-й роты продолжила движение в сторону Пшихарвского ущелья. Прибыв к 13:00 к месту выхода Пшихарвского ущелья к Пянджу, и пройдя мост через реку Дарайипшихарв текущую из Пшихарвского ущелья и разделяющую Ванчский и Дарвазский районы, личный состав 5-й роты, под прикрытием огневых средств и бронетехники РБГ стал спешиваться из машин и разгружать имущество. На близлежащую высоту, господствующую над окружающей местностью, где было запланировано обустройство ротного опорного пункта, отправилась рекогносцировочная группа. Её возглавил подполковник Геннадий Тихонов. С ним вместе на высоту поднялись командир батальона Лобачёв, заместитель начальника тыла 136-го отряда майор Борис Лисовенков, командир 5-й роты капитан Ерлан Алданазаров, а также группа сапёров.

### Бой
К моменту прибытия колонны 5-й роты на место новой дислокации, на афганском берегу пограничной реки Пяндж, уже двое суток на замаскированных позициях в засаде находились 35-40 бойцов из отряда моджахедов, возглавляемых полевым командиром Джунайдулло. Со стороны соседнего ущелья Гоздара, на таджикской стороне, Джунайдулло расположил резерв в 10 человек. На вооружении моджахедов были безоткатные орудия китайского производства, противотанковые гранатомёты и стрелковое вооружение.
По показаниям майора Лобачёва, в момент когда он поднимался на господствующую высоту, приблизительно в 13:17 по местному времени, послышался выстрел из гранатомёта и разрыв в середине колонны. Сразу после этого с афганского берега по колонне был открыт плотный огонь. Под неожиданный огонь попали солдаты 5-й роты, оставшиеся с командирами взводов, водители машин и бойцы российской РБГ. По показаниям других очевидцев, огонь был открыт ближе к 13:00. Первой под огонь попала гражданская машина медицинской службы следовавшая в Даштак, после чего огонь был открыт по колонне.
Большие потери пришлись на первые минуты обстрела из-за возникшего хаоса среди неопытных солдат 5-й роты, для которых это был первый бой. Большинство убитых получили смертельные ранения, когда находились возле машин. Все офицеры 5-й роты, кроме капитана Алданазарова, находившегося на высоте с командиром батальона, были ранены, и личный состав роты остался без управления. Российские пограничники, имевшие опыт боестолкновений, при первых выстрелах рассредоточились подальше от машин и побежали вверх по склону занимать оборону. Снайперам моджахедов в первые же минуты боя удалось убить расчёт зенитного орудия и оператора-стрелка бронетранспортёра. В результате отряд остался без поддержки главными огневыми средствами. Выстрелом из гранатомёта моджахедам удалось уничтожить командно-штабную машину, оставив отряд без связи с командованием.
Заслышав выстрелы, офицеры в рекогносцировочной группе приняли решение разделиться. Подполковник Тихонов вместе с радистом выдвинулись вниз к колонне, к её правому (северному) флангу. Майор Лобачёв отдал приказ капитану Алданазарову также спуститься к личному составу роты и организовать оборону. Сам Лобачёв и майор Лисовенков с группой сапёров продолжили путь к господствующей высоте и заняли оборонительную позицию на ней.
Так как позиция Лобачёва находилась на высоте 50-60 метров над дорогой, где находилась колонна, ему удалось обнаружить до 15 огневых точек противника и частично их уничтожить. Майор Лисовенков, с бойцами организовавший наблюдение с высоты за тылом, вскоре обнаружили небольшую группу противника из десяти человек, подкрадывавшихся к ним с тыла, и сумел её отогнать, уничтожив двоих. После этого майор Лобачёв под прикрытием майора Лисовенкова спустился вниз к подчинённым на левый (южный) фланг колонны. Большую роль в отпоре противнику, сыграл заместитель командира 2-го взвода сержант срочной службы Марат Ахметов. Он огнём из пулемёта прикрывал эвакуацию раненых в непростреливаемое место у моста, а также смог организовать часть легкораненых бойцов на ведение огня по боевикам. Также он организовал укрытие раненых российских пограничников из РБГ за скальным выступом, включая майора Торощина, получившего тяжёлые ранения в ноги. По сути, до прибытия Лобачёва сержант Ахметов принял командование роты на себя.
Майор Лобачёв занялся организацией ответного огня на левом фланге. Он снял с бронетранспортёра автоматический гранатомёт АГС-17 и при поддержке пулемётного огня сержанта Ахметова ликвидировал несколько моджахедов на левом (южном) фланге. На правом (северном) фланге ответный огонь из бронетранспортёра, 82-мм миномёта и стрелкового оружия был организован подполковником Тихоновым, который лично занял место убитого оператора-стрелка в бронетранспортёре.
Приблизительно через час после начала боя к месту с правого фланга прибыло подкрепление от 136-го Калаи-Хумбского пограничного отряда под командой его начальника, подполковника Александра Савилова. Непосредственно перед нападением на колонну подполковник Савилов находился на переговорах с афганской делегацией в районе кишлака Моймай севернее места боя, поэтому услышав звуки боя, смог своевременно вызвать подкрепление из отряда. Прибывшее подкрепление открыло огонь по афганской стороне из 120-мм минометов и станковых гранатомётов СПГ-9. К 16:00 (по другим сведениям, к 18:00) боевики на афганской стороне были рассеяны, и огонь с их стороны полностью прекратился.

### Итоги и последствия боя
Потери казахстанских военнослужащих составили 17 убитыми и 33 ранеными. Потери российских военнослужащих составили 5 убитыми и 8 ранеными. Характер ранений убитых был следующим: множественные открытые переломы, осколочные и пулевые ранения, минно-взрывные травмы, оторванные конечности, проникающие ранения головы, разрыв внутренних органов, пять человек сгорели заживо.
Командование 136-го пограничного отряда организовала эвакуацию раненых и убитых в Калаи-Хумб, а также работы по организации системы огня и инженерному оборудованию позиций ротного опорного пункта для 5-й роты на первоначально выбранной господствующей высоте. Большинство легкораненых солдат изъявили желание остаться в строю. Ввиду того, что получившие ранения командиры взводов и заместитель командира роты выбыли из строя, майор Лобачёв вынужден был назначить заместителем командира роты сержанта Ахметова. С оставшимися бойцами было проведено оборудование опорного пункта 5-й роты, организации системы наблюдения и огня.
Атака на колонну 5-й роты стала частью плана Совета джихада Бадахшана по уничтожению всех пограничных постов в Горно-Бадахшанской автономной области. К его выполнению на различных участках границы было привлечено более 600 боевиков. На следующий день атаке с афганской и таджикской стороны подверглись пограничные посты у места впадения в Пяндж реки Язгулем южнее Пшихарвского ущелья. Бои длились трое суток.
В течение следующей недели после нападения на колонну 5-й роты, командованием Пограничных войск РФ была проведена операция возмездия по уничтожению боевиков в зоне ответственности 136-го Калаи-Хумбского пограничного отряда. Для этих целей привлекалась десантно-штурмовая маневренная группа и 23-й пограничный авиационный полк, дислоцированные в Душанбе.

## Память
В память об этом событии в Казахстане 7 апреля отмечается «День мужества».
Из 17 солдат, погибших в том бою, 5 были посмертно награждены орденом «Айбын» II степени, а 12 — медалью «За боевые заслуги».
На месте, где проходили бои, установлен памятник в память о погибших.
В 2019 году по инициативе Министерства внутренних дел Республики Казахстан и Главного командования Национальной гвардии был снят военный фильм «Казбат» посвящённый памяти погибших казахстанских военнослужащих.